# Saison 2024 de l'équipe cycliste Red Bull-Bora-Hansgrohe
La saison 2024 de l'équipe cycliste Red Bull-Bora-Hansgrohe est la quinzième de cette équipe.

## Coureurs et encadrement technique

### Effectif
| Coureur               | Date de Nais.     | Nationalité | Équipe en 2023      | Vict. | Cont.             | Maillot dist.      |
| --------------------- | ----------------- | ----------- | ------------------- | ----- | ----------------- | ------------------ |
| Roger Adrià           | 18 avril 1998     | Espagne     | Kern Pharma         | 1     | 01/2024 - 12/2025 |                    |
| Giovanni Aleotti      | 25 mai 1999       | Italie      | Bora-Hansgrohe      | 2     | 01/2021 - 12/2026 |                    |
| Cesare Benedetti,     | 3 août 1987       | Pologne     | Bora-Hansgrohe      | 0     | 01/2010 - 08/2024 |                    |
| Emanuel Buchmann      | 18 novembre 1992  | Allemagne   | Bora-Hansgrohe      | 0     | 01/2015 - 12/2024 |                    |
| Nico Denz             | 15 février 1994   | Allemagne   | Bora-Hansgrohe      | 0     | 01/2023 - 12/2026 |                    |
| Patrick Gamper        | 18 février 1997   | Autriche    | Bora-Hansgrohe      | 0     | 01/2020 - 12/2024 |                    |
| Alexander Hajek       | 19 juillet 2003   | Autriche    | Tirol-KTM           | 1     | 01/2024 - 12/2026 | - Route            |
| Marco Haller          | 1er avril 1991    | Autriche    | Bora-Hansgrohe      | 0     | 01/2022 - 12/2024 |                    |
| Emil Herzog           | 6 octobre 2004    | Allemagne   | Hagens Berman Axeon | 0     | 01/2024 - 12/2025 |                    |
| Sergio Higuita        | 1er août 1997     | Colombie    | Bora-Hansgrohe      | 0     | 01/2022 - 12/2024 |                    |
| Jai Hindley           | 5 mai 1996        | Australie   | Bora-Hansgrohe      | 0     | 01/2022 - 12/2026 |                    |
| Bob Jungels           | 22 septembre 1992 | Luxembourg  | Bora-Hansgrohe      | 0     | 01/2023 - 12/2024 |                    |
| Lennard Kämna         | 9 septembre 1996  | Allemagne   | Bora-Hansgrohe      | 2     | 01/2020 - 12/2024 |                    |
| Jonas Koch            | 25 juin 1993      | Allemagne   | Bora-Hansgrohe      | 0     | 01/2022 - 12/2025 |                    |
| Florian Lipowitz      | 21 septembre 2000 | Allemagne   | Bora-Hansgrohe      | 1     | 01/2023 - 12/2025 |                    |
| Luis-Joe Lührs        | 20 janvier 2003   | Allemagne   | Bora-Hansgrohe      | 0     | 01/2022 - 12/2024 |                    |
| Filip Maciejuk        | 3 septembre 1999  | Pologne     | Bahrain Victorious  | 1     | 01/2024 - 12/2025 | - Contre-la-montre |
| Daniel Martínez       | 25 avril 1996     | Colombie    | Ineos Grenadiers    | 3     | 01/2024 - 12/2027 | - Contre-la-montre |
| Jordi Meeus           | 1er juillet 1998  | Belgique    | Bora-Hansgrohe      | 2     | 01/2021 - 12/2026 |                    |
| Ryan Mullen           | 7 août 1994       | Irlande     | Bora-Hansgrohe      | 0     | 01/2022 - 12/2025 |                    |
| Anton Palzer          | 11 mars 1993      | Allemagne   | Bora-Hansgrohe      | 0     | 04/2021 - 12/2025 |                    |
| Primož Roglič         | 29 octobre 1989   | Slovénie    | Jumbo-Visma         | 8     | 01/2024 - 12/2025 |                    |
| Maximilian Schachmann | 9 janvier 1994    | Allemagne   | Bora-Hansgrohe      | 0     | 01/2019 - 12/2024 |                    |
| Matteo Sobrero        | 14 mai 1997       | Italie      | Jayco AlUla         | 0     | 01/2024 - 12/2025 |                    |
| Danny van Poppel      | 26 juillet 1993   | Pays-Bas    | Bora-Hansgrohe      | 0     | 01/2022 - 12/2027 |                    |
| Aleksandr Vlasov      | 23 avril 1996     | Russie      | Bora-Hansgrohe      | 1     | 01/2022 - 12/2026 |                    |
| Frederik Wandahl      | 9 mai 2001        | Danemark    | Bora-Hansgrohe      | 0     | 01/2021 - 12/2025 |                    |
| Sam Welsford          | 19 janvier 1996   | Australie   | Team DSM            | 4     | 01/2024 - 12/2025 |                    |
| Ben Zwiehoff          | 22 février 1994   | Allemagne   | Bora-Hansgrohe      | 0     | 01/2021 - 12/2026 |                    |

### Encadrement technique
| Poste                          | Identité |
| ------------------------------ | --- |
| Manager général                | Ralph Denk |
| Directeur sportif              | Rolf Aldag |
| Assistants directeurs sportifs | Bernhard Eisel, Cesare Benedetti, Christian Pömer, Christian Schrot, Enrico Gasparotto, Patxi Vila, Heinrich Haussler, Hendrik Werner, John Wakefield, Paolo Artuso, Roger Hammond, Shane Archbold, Sylwester Szmyd |

## Champions nationaux, continentaux et mondiaux
| Date            | Course                                       | Maillot | Coureurs        | Pays     | Lieu         |
| --------------- | -------------------------------------------- | ------- | --------------- | -------- | ------------ |
| 25 janvier 2024 | Championnat de Colombie du contre-la-montre  |         | Daniel Martínez | Colombie | Tunja        |
| 20 juin 2024    | Championnat de Pologne du contre-la-montre   |         | Filip Maciejuk  | Pologne  | Radzanowo    |
| 23 juin 2024    | Championnat d'Autriche de cyclisme sur route |         | Alexander Hajek | Autriche | Königswiesen |

## Classement UCI par équipes
Le classement UCI par équipes se calcule en comptabilisant les points des 20 meilleurs coureurs de l'équipe. Ce classement est calculé avec les points acquis lors de l'année civile. Au terme d'une période de trois ans (2023-2025), les dix-huit meilleures équipes recevront une licence World Tour pour la prochaine période (2026-2028).
| Classement UCI (par équipes) au 20 octobre 2024. | Classement UCI (par équipes) au 20 octobre 2024. | Classement UCI (par équipes) au 20 octobre 2024. | Classement UCI (par équipes) au 20 octobre 2024. | Classement UCI (par équipes) au 20 octobre 2024. |
| #                                                | Équipe                                           | 2024                                             | Diff.                                            |                                                  |
| ------------------------------------------------ | ------------------------------------------------ | ------------------------------------------------ | ------------------------------------------------ | ------------------------------------------------ |
| 1                                                | UAE Team Emirates                                | 37407,60                                         | -                                                |                                                  |
| 2                                                | Team Visma-Lease a Bike                          | 20427,98                                         | 16979,62                                         |                                                  |
| 3                                                | Soudal Quick-Step                                | 18153,97                                         | 2274,01                                          |                                                  |
| 4                                                | Lidl-Trek                                        | 17989,00                                         | 164,97                                           |                                                  |
| 5                                                | Red Bull-Bora-Hansgrohe                          | 16894,33                                         | 1094,67                                          |                                                  |
| 6                                                | Decathlon AG2R La Mondiale                       | 15930,84                                         | 963,39                                           |                                                  |
| 7                                                | Ineos Grenadiers                                 | 15547,97                                         | 382,87                                           |                                                  |
| 8                                                | Alpecin-Deceuninck                               | 15020,00                                         | 527,97                                           |                                                  |
| 9                                                | Lotto Dstny                                      | 12579,29                                         | 2440,71                                          |                                                  |
| 10                                               | Groupama-FDJ                                     | 12357,00                                         | 222,29                                           |                                                  |
| 11                                               | Israel-Premier Tech                              | 11723,33                                         | 633,67                                           |                                                  |
| 12                                               | EF Education-EasyPost                            | 11594,95                                         | 128,38                                           |                                                  |
| 13                                               | Movistar Team                                    | 10879,00                                         | 715,95                                           |                                                  |
| 14                                               | Jayco AlUla                                      | 10625,30                                         | 253,70                                           |                                                  |
| 15                                               | Intermarché-Wanty                                | 9915,00                                          | 710,30                                           |                                                  |
| 16                                               | Team dsm-firmenich PostNL                        | 9646,63                                          | 268,37                                           |                                                  |
| 17                                               | Bahrain Victorious                               | 9547,16                                          | 99,47                                            |                                                  |
| 18                                               | Uno-X Mobility                                   | 8938,67                                          | 608,49                                           |                                                  |
| 19                                               | Arkéa-B&B Hotels                                 | 8735,00                                          | 203,67                                           |                                                  |
| 20                                               | Cofidis                                          | 7889,84                                          | 845,16                                           |                                                  |
| 21                                               | Astana Qazaqstan Team                            | 6563,24                                          | 1326,60                                          |                                                  |
| 22                                               | Tudor Pro Cycling Team                           | 5753,33                                          | 809,91                                           |                                                  |

| Liste des vingt coureurs marquant des points pour le classement UCI par équipes 2024. | Liste des vingt coureurs marquant des points pour le classement UCI par équipes 2024. | Liste des vingt coureurs marquant des points pour le classement UCI par équipes 2024. |
| #                                                                                     | Coureur                                                                               | Points                                                                                |
| ------------------------------------------------------------------------------------- | ------------------------------------------------------------------------------------- | ------------------------------------------------------------------------------------- |
| 1                                                                                     | Primož Roglič                                                                         | 3471,00                                                                               |
| 2                                                                                     | Aleksandr Vlasov                                                                      | 2073,00                                                                               |
| 3                                                                                     | Daniel Martínez                                                                       | 1855,00                                                                               |
| 4                                                                                     | Florian Lipowitz                                                                      | 1342,00                                                                               |
| 5                                                                                     | Jordi Meeus                                                                           | 1340,00                                                                               |
| 6                                                                                     | Roger Adrià                                                                           | 1151,00                                                                               |
| 7                                                                                     | Jai Hindley                                                                           | 888,00                                                                                |
| 8                                                                                     | Maximilian Schachmann                                                                 | 732,33                                                                                |
| 9                                                                                     | Danny van Poppel                                                                      | 731,00                                                                                |
| 10                                                                                    | Giovanni Aleotti                                                                      | 554,00                                                                                |
| 11                                                                                    | Sergio Higuita                                                                        | 472,00                                                                                |
| 12                                                                                    | Marco Haller                                                                          | 444,00                                                                                |
| 13                                                                                    | Sam Welsford                                                                          | 323,00                                                                                |
| 14                                                                                    | Frederik Wandahl                                                                      | 318,00                                                                                |
| 15                                                                                    | Alexander Hajek                                                                       | 282,00                                                                                |
| 16                                                                                    | Ben Zwiehoff                                                                          | 223,00                                                                                |
| 17                                                                                    | Emanuel Buchmann                                                                      | 210,00                                                                                |
| 18                                                                                    | Matteo Sobrero                                                                        | 207,00                                                                                |
| 19                                                                                    | Lennard Kämna                                                                         | 159,00                                                                                |
| 20                                                                                    | Bob Jungels                                                                           | 119,00                                                                                |
| TOTAL                                                                                 | TOTAL                                                                                 | 16894,33                                                                              |

| Classement UCI (par équipes) pour les années 2023 et 2024. | Classement UCI (par équipes) pour les années 2023 et 2024. | Classement UCI (par équipes) pour les années 2023 et 2024. | Classement UCI (par équipes) pour les années 2023 et 2024. | Classement UCI (par équipes) pour les années 2023 et 2024. | Classement UCI (par équipes) pour les années 2023 et 2024. |
| #                                                          | Équipe                                                     | 2023                                                       | 2024                                                       | Total                                                      | Diff.                                                      |
| ---------------------------------------------------------- | ---------------------------------------------------------- | ---------------------------------------------------------- | ---------------------------------------------------------- | ---------------------------------------------------------- | ---------------------------------------------------------- |
| 1                                                          | UAE Team Emirates                                          | 30963,18                                                   | 37407,60                                                   | 68370,78                                                   | -                                                          |
| 2                                                          | Team Visma-Lease a Bike                                    | 29654,45                                                   | 20427,98                                                   | 50082,43                                                   | 18288,35                                                   |
| 3                                                          | Soudal Quick-Step                                          | 18702,85                                                   | 18153,97                                                   | 36856,82                                                   | 13225,61                                                   |
| 4                                                          | Lidl-Trek                                                  | 16054,45                                                   | 17989,00                                                   | 34043,45                                                   | 2813,37                                                    |
| 5                                                          | Ineos Grenadiers                                           | 17760,93                                                   | 15547,97                                                   | 33308,90                                                   | 734,55                                                     |
| 6                                                          | Red Bull-Bora-Hansgrohe                                    | 13325,13                                                   | 16894,33                                                   | 30219,46                                                   | 3089,44                                                    |
| 7                                                          | Alpecin-Deceuninck                                         | 14519,25                                                   | 15020,00                                                   | 29539,25                                                   | 680,21                                                     |
| 8                                                          | Groupama-FDJ                                               | 14834,51                                                   | 12357,00                                                   | 27191,51                                                   | 2347,74                                                    |
| 9                                                          | Lotto Dstny                                                | 14112,83                                                   | 12579,29                                                   | 26692,12                                                   | 499,39                                                     |
| 10                                                         | Bahrain Victorious                                         | 15787,81                                                   | 9547,16                                                    | 25334,97                                                   | 1357,15                                                    |
| 11                                                         | Decathlon AG2R La Mondiale                                 | 9096,00                                                    | 15930,84                                                   | 25026,84                                                   | 308,13                                                     |
| 12                                                         | EF Education-EasyPost                                      | 11818,69                                                   | 11594,95                                                   | 23413,64                                                   | 1613,20                                                    |
| 13                                                         | Movistar Team                                              | 10989,53                                                   | 10879,00                                                   | 21868,53                                                   | 1545,11                                                    |
| 14                                                         | Israel-Premier Tech                                        | 10022,00                                                   | 11723,33                                                   | 21745,33                                                   | 123,20                                                     |
| 15                                                         | Jayco AlUla                                                | 10737,65                                                   | 10625,30                                                   | 21362,95                                                   | 382,38                                                     |
| 16                                                         | Intermarché-Wanty                                          | 10492,28                                                   | 9915,00                                                    | 20407,28                                                   | 955,67                                                     |
| 17                                                         | Team dsm-firmenich PostNL                                  | 9102,20                                                    | 9646,63                                                    | 18748,83                                                   | 1658,45                                                    |
| 18                                                         | Cofidis                                                    | 10437,41                                                   | 7889,84                                                    | 18327,25                                                   | 421,58                                                     |
| 19                                                         | Arkéa-B&B Hotels                                           | 7229,00                                                    | 8735,00                                                    | 15964,00                                                   | 2363,25                                                    |
| 20                                                         | Uno-X Mobility                                             | 6569,00                                                    | 8938,67                                                    | 15507,67                                                   | 456,33                                                     |
| 21                                                         | Astana Qazaqstan Team                                      | 7044,44                                                    | 6563,24                                                    | 13607,68                                                   | 1899,99                                                    |
| 22                                                         | TotalEnergies                                              | 5765,00                                                    | 4897,00                                                    | 10662,00                                                   | 2945,68                                                    |

## Classement UCI individuel en fin de saison
| 8   | Primož Roglič         | 3471,00 |
| 27  | Aleksandr Vlasov      | 2073,00 |
| 34  | Daniel Martínez       | 1855,00 |
| 56  | Florian Lipowitz      | 1342,00 |
| 57  | Jordi Meeus           | 1340,00 |
| 71  | Roger Adrià           | 1151,00 |
| 106 | Jai Hindley           | 888,00  |
| 132 | Maximilian Schachmann | 732,33  |
| 134 | Danny van Poppel      | 731,00  |
| 184 | Giovanni Aleotti      | 554,00  |

| 212 | Sergio Higuita   | 472,00 |
| 220 | Marco Haller     | 444,00 |
| 282 | Sam Welsford     | 323,00 |
| 288 | Frederik Wandahl | 318,00 |
| 314 | Alexander Hajek  | 282,00 |
| 397 | Ben Zwiehoff     | 223,00 |
| 413 | Emanuel Buchmann | 210,00 |
| 417 | Matteo Sobrero   | 207,00 |
| 509 | Lennard Kämna    | 159,00 |
| 612 | Bob Jungels      | 119,00 |

| 722  | Emil Herzog      | 92,00 |
| 783  | Filip Maciejuk   | 80,00 |
| 957  | Jonas Koch       | 60,00 |
| 1154 | Patrick Gamper   | 48,00 |
| 1428 | Anton Palzer     | 30,00 |
| 1547 | Nico Denz        | 26,00 |
| 1569 | Ryan Mullen      | 25,00 |
| -    | Cesare Benedetti | 0,00  |
| -    | Luis-Joe Lührs   | 0,00  |